# Franciszek Rataj
Franciszek Rataj, ps. „Paweł”, „2808” (ur. 9 października 1894 w Łagowie, zm. 30 września 1958 w Poznaniu) – podpułkownik piechoty Wojska Polskiego, uczestnik powstania wielkopolskiego, wojny polsko-bolszewickiej 1920 i III powstania śląskiego, uczestnik konspiracji i powstaniec warszawski, dowódca 15 pułku piechoty „Wilków” AK.

## Życiorys
Od 1914 służył w armii niemieckiej, gdzie otrzymał stopień podporucznika. Od grudnia 1918 uczestnik przygotowań do powstania w rejonie Leszna, a następnie uczestnik powstania wielkopolskiego, jako dowódca batalionu. Od kwietnia 1919 oficer w 1 pułku strzelców wielkopolskich. W szeregach pułku, w stopniu porucznika, jako dowódca 6 kompanii, brał udział w walkach pod Lwowem i Stryjem w marcu 1919, oraz w wojnie polsko-bolszewickiej 1920. 15 sierpnia 1920 został odznaczony w Dęblinie Krzyżem Srebrnym Orderu Virtuti Militari przez wizytującego oddziały Józefa Piłsudskiego.
W styczniu 1921 wraz z grupą oficerów był skierowany, jako ochotnik, przez Dowództwo Okręgu Korpusu nr VII w Poznaniu do Dowództwa Obrony Plebiscytu. W 1921 w III powstaniu śląskim dowodził w stopniu kapitana 8 Pszczyńskim pułkiem piechoty, zwanym „pułkiem Rataja”. Wraz ze swoim pułkiem walczył w bitwie w rejonie Góry św. Anny.
Kapitan ze starszeństwem z dniem 1 czerwca 1919. W 1923 pełniący obowiązki dowódcy, a następnie dowódca batalionu 58 pułku piechoty wielkopolskiej. Awansowany do stopnia majora, ze starszeństwem z dniem 1 lipca 1923. W 1928 roku pełnił służbę w Dowództwie Okręgu Korpusu Nr VII w Poznaniu. 24 grudnia 1929 roku został mianowany podpułkownikiem ze starszeństwem z dniem 1 stycznia 1930 roku i 19. lokatą w korpusie oficerów piechoty. 21 stycznia 1930 roku został przeniesiony z DOK VII do 15 pułku piechoty „Wilków” w Dęblinie na stanowisko zastępcy dowódcy pułku. 23 marca 1932 roku został przeniesiony do Powiatowej Komendy Uzupełnień Toruń na stanowisko komendanta. W kwietniu 1934 roku został przeniesiony do Powiatowej Komendy Uzupełnień Poznań Miasto na stanowisko komendanta. 1 września 1938 roku kierowana przez niego jednostka została przemianowana na Komendę Rejonu Uzupełnień Poznań Miasto, a zajmowane przez niego stanowisko otrzymało nazwę „komendant Rejonu Uzupełnień”. Uczestnik wojny obronnej we wrześniu 1939. 
W trakcie okupacji zastępca komendanta formacji „Korpus Zachodni”, tworzonej od 1941 przez Związek Walki Zbrojnej z przesiedlonych mieszkańców Wielkopolski i Pomorza. W połowie 1941 wyznaczony przez gen. Stefana Roweckiego komendantem Okręgu AK w Rzeszy (mającego zajmować się polskimi robotnikami i jeńcami). Jednak jak wynika z meldunków, Rataj nie wyjechał do Berlina, i nie objął dowództwa z powodu choroby. 
Związany z konspiracją Stronnictwa Narodowego. Od lipca 1944 komendant okręgu warszawskiego Narodowej Organizacji Wojskowej.
W trakcie Powstania Warszawskiego, dowódca odwodu Okręgu Warszawskiego AK, tworzącego od 3 sierpnia Zgrupowanie „Paweł” (batalion NOW-AK „Antoni” oraz Batalion „Wigry”) podporządkowanego Zgrupowaniu „Radosław”. Od 2 sierpnia walczył na Woli w rejonie cmentarzy, 6 sierpnia wycofując się na Stare Miasto. Od 13 sierpnia był dowódcą odcinka północnego, w Grupie AK Północ. Po przejściu do Śródmieścia, 5 września objął dowództwo zachodniego odcinka obrony, zaś od 20 września objął dowództwo 15 pułku piechoty „Wilków” AK. Po upadku powstania, jeniec Stalagu VIII-B/344 Lamsdorf i Oflagu VII A Murnau, według innych źródeł przebywał w Oflagu II C Woldenberg. Po wojnie powrócił do Poznania.
Został pochowany na cmentarzu Górczyńskim w Poznaniu (kwatera III-8-21).

## Ordery i odznaczenia
- Krzyż Srebrny Orderu Virtuti Militari (1921)[17]
- Krzyż Niepodległości (17 marca 1938)[18]
- Krzyż Walecznych (trzykrotnie)[19][20]
- Złoty Krzyż Zasługi (22 grudnia 1928)[21][19]
- Wielkopolski Krzyż Powstańczy (24 stycznia 1958)[20][22]
- Warszawski Krzyż Powstańczy (pośmiertnie)[20]
- Gwiazda Górnośląska[20]

## Upamiętnienie
Uchwałą podjętą na sesji Rady Miasta Poznania w dniu 10 czerwca 2014, skwer położony u zbiegu ulic Księcia Józefa oraz Święty Wojciech w obrębie Osiedla Stare Miasto w Poznaniu otrzymał nazwę: Skwer Franciszka Rataja.